# Cupressus chengiana
Cupressus chengiana é uma espécie de conífera da família Cupressaceae.
Apenas pode ser encontrada na China.